# Montreux

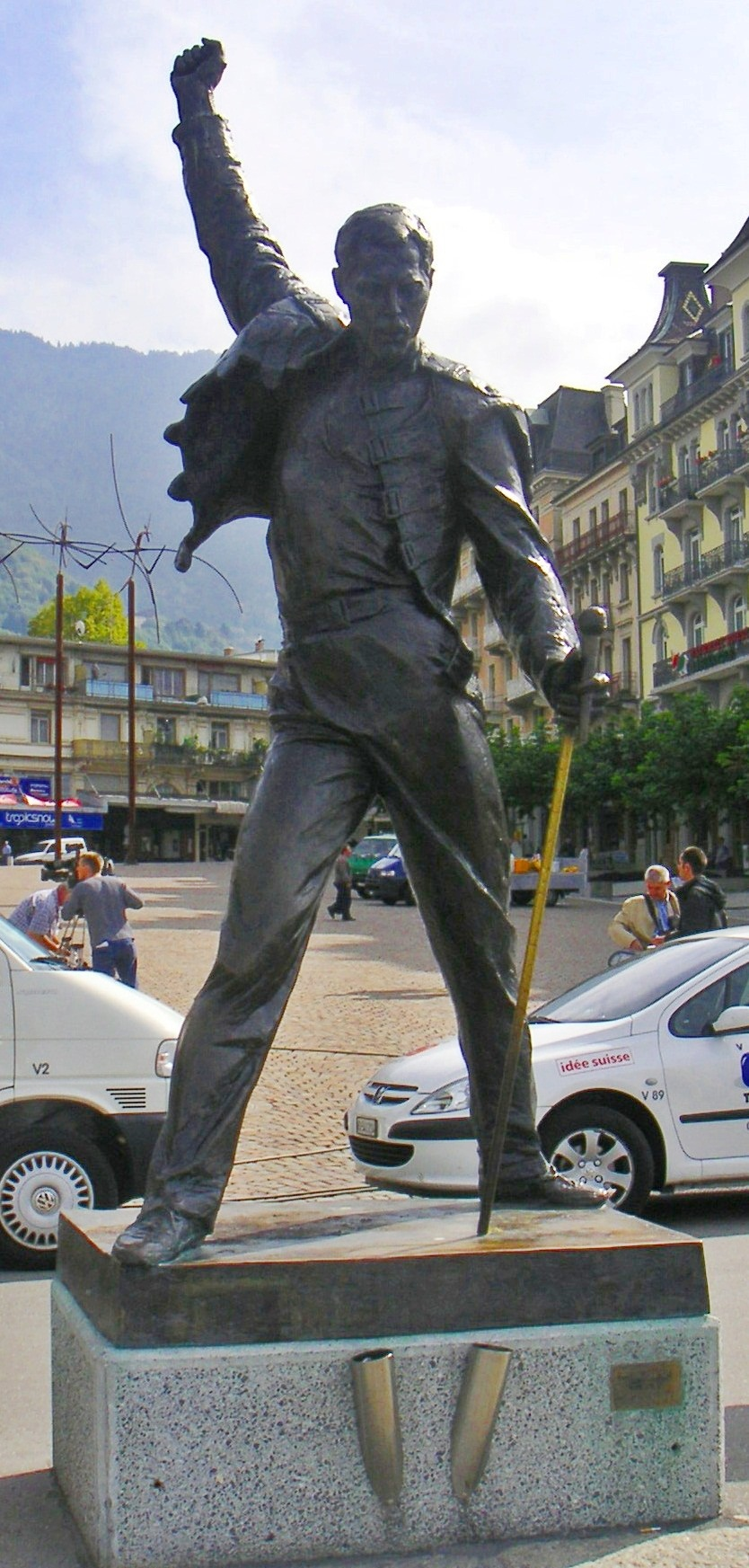
Pomnik Freddiego Mercury’ego w Montreux

Montreux (hist. Muchtern) – miasto i gmina uzdrowiskowa (commune) w zachodniej Szwajcarii, w kantonie Vaud, w okręgu (district) Riviera-Pays-d’Enhaut. Leży na wschodnim brzegu Jeziora Genewskiego. 
Latem 1936 r. w Montreux odbywała się konferencja międzynarodowa dotycząca swobody żeglugi w cieśninach czarnomorskich (Bosfor i Dardanele). 20 lipca 1936 r. podpisana tu została tzw. Konwencja z Montreux, której postanowienia obowiązują do czasów obecnych.

## Geografia
Montreux położone w centrum Riwiery Vaudyjskiej, znane jest od samego przełomu XIX i XX w. jako miejscowość turystyczna. Natomiast jako miasto istnieje od 1961 r., kiedy to na skutek połączenia gmin Le Châtelard i Les Planches powstała gmina Montreux. Składa się ona obecnie z blisko 30 dzielnic i osiedli, położonych w większości na stokach opadających ku Jezioru Genewskiemu. Najwyższym punktem gminy jest szczyt Cape au Moine (1941 m n.p.m.), najniższym – tafla jeziora (372 m n.p.m.).

## Demografia
W Montreux mieszka 26 230 osób. W 2021 roku 44,2% populacji gminy stanowiły osoby urodzone poza Szwajcarią.

## Kultura
Montreux jest miejscem dużych, corocznych festiwali:
- jazzowego Festival de Jazz de Montreux od 1967 r.[2],
- telewizyjnego Rose d’Or od 1961 r.

Na głównym placu miasta znajduje się pomnik legendarnego wokalisty zespołu Queen, Freddiego Mercury, autorstwa czeskiej rzeźbiarki Ireny Sedleckiej. W Montreux znajduje się także studio nagraniowe Mountain Studios, w którym nagrywały albumy takie sławy muzyki rozrywkowej jak Queen, Deep Purple, The Rolling Stones czy David Bowie. W 1971 r., gdy Deep Purple nagrywało w Montreux album Machine Head, spłonęło miejscowe kasyno, podpalone przez racę wystrzeloną z pistoletu sygnałowego przez fana Franka Zappy. Wydarzenie to dało początek powstaniu jednej z najsłynniejszych piosenek w historii rocka – „Smoke on the Water”.

## Osoby

### związane z miastem
Południowa wystawa i łagodny mikroklimat sprawiły, że chętnie spędzali tu zimy arystokraci, artyści, pisarze itp. z chłodniejszych rejonów Europy. Wielu z nich osiedlało się tu na dłużej, wielu twórców upamiętniało ten pobyt w swoich dziełach:
- Hans Christian Andersen w latach 1833–1873 w Vernex i Glion kilkakrotnie przebywał i leczył gruźlicę, napisał tu m.in. „Królową Śniegu”
- Elżbieta Bawarska cesarzowa znana jako Sissi, w latach 1893–1898 kilkakrotnie spędzała tu po kilka tygodni w Hôtel des Alpes-Grand Hôtel w Territet; jej ostatni pobyt miał miejsce w „Grand-Hôtel” w Caux – rozpoczął się 30 sierpnia, zaledwie na 11 dni przed śmiercią
- Alberto Santos-Dumont pionier lotnictwa leczył się w klinice Val Mont w Glion; później w latach 1927–1932 mieszkał w tej miejscowości w „Villa Ribaupierre”
- Francis Scott Fitzgerald amerykański pisarz, wiosną 1930 r. w związku z chorobą żony Zeldy, leczonej w klinice Val Mont w Glion, przebywał tu, pobyt ten znalazł odbicie w rozdziałach ósmym i dziewiątym powieści Czuła jest noc
- Ernest Hemingway mieszkał w 1922 r. w drewnianej willi zwanej „Pension de la Forêt” w Chamby, umiejscowił on tu akcję kilku rozdziałów swej pierwszej powieści Pożegnanie z bronią
- Freddie Mercury ostatnie lata i dni swojego życia spędzał tu chory na AIDS. Nagrał i skomponował w mieście swoje ostatnie utwory w lutym 1991 roku. Zauroczony miejscowym klimatem świąt i widokiem na Jezioro Genewskie skomponował tu swoją jedną z ostatnich piosenek A Winter’s Tale. Artystę upamiętnia statua, znajdująca się przy nabrzeżu, ukazująca go w jego charakterystycznej, triumfalnej pozie. Została ona także wykorzystana na okładce płyty zespołu Queen Made in Heaven
- Vladimir Nabokov znany rosyjski pisarz, od 1960 r. aż do śmierci w roku 1977 żył w jednym z hoteli
- Jean-Jacques Rousseau umieszcza w Clarens Julię, bohaterkę wydanej w 1761 r. Nowej Heloizy, a w powieści przywołuje wielokrotnie krajobrazy okolic Montreux
- Igor Strawinski wybitny kompozytor, mieszkał w latach 1910–1915 w „Pension des Tilleuls” w Clarens, a następnie w „Hôtel du Châtelard” i w „Hôtel des Crêtes”, a w końcu w willi „La Pervenche” (zajmowanej wcześniej przez dyrygenta Ernesta Ansermeta)
- Lew Tołstoj wiosną 1857 r. przez kilka tygodni (prawdopodobnie w pensjonacie Verte Rive w Clarens) przebywał wielki admirator twórczości J.J. Rousseau
- Oskar Kokoschka, austriacki malarz, poeta i grafik, zmarł w 1980 r. w Montreux i został pochowany na cmentarzu w Clarens.

- Bolesław Hirszfeld (ur. 1849), pochodzący ze spolonizowanej rodziny żydowskiej zamożny przemysłowiec, wydawca i filantrop, popełnił w Territet samobójstwo w 1899 r.[4]

## Transport
Przez teren miasta przebiegają autostrada A9 oraz droga główna nr 9.
W mieście znajduje się stacja kolejowa Montreux.

## Sport
W Montreux są organizowane co roku najważniejsze europejskie zawody scooteringowe na których pojawiają się najwybitniejsi sportowcy zajmujący się tą dyscypliną. Mistrzostwa te odbywają się niezmiennie, od samego początku w „Empire Skate Building”.
Od 1984 roku w Montreux odbywa się międzynarodowy turniej siatkówki kobiet Volley Masters Montreux. W turnieju kilka razy brały udział polskie siatkarki.
W dniach 5–11 czerwca 2015 roku odbyły się tutaj Mistrzostwa Europy w Szermierce.

## Współpraca
Miejscowości partnerskie:
- Chiba, Japonia
- Mentona, Francja
- Wiesbaden, Niemcy